# Борисово (Карабихское сельское поселение)
Борисово — деревня в Ярославском районе Ярославской области. Входит в состав Карабихского сельского поселения.

## География
Находится в восточной части Ярославской области на расстоянии приблизительно 14 км на юг-юго-восток по прямой от станции Ярославль.

## История
В 1859 году здесь (деревня Ярославского уезда Ярославской губернии) было учтено 26 дворов, в 1898 — 27, в 1941 — 32.

## Население
Численность населения: 152 человека (1859 год), 6 (русские 100 %) в 2002 году, 2 в 2010.

## Транспорт
Борисово находится в 1 км от автодороги «Климовское — Ерихово». До деревни идёт грунтовая дорога.
Ближайшая остановка общественного транспорта находится в деревне Ананьино.